# Rodrigo Fresán
Rodrigo Fresán (Buenos Aires, 1963) és un periodista i escriptor argentí.

## Trajectòria
Va néixer a Buenos Aires el 1963 i viu a Barcelona des del 1999. Des del 1984 exerceix de periodista en nombrosos mitjans d'Espanya, Europa i Llatinoamèrica, on escriu sobre gastronomia, música, crítica literària i cinema. Col·labora habitualment en el diari argentí pàgina/12, a la revista Letras Libres i al suplement cultural del diari ABC. Ha prologat, traduït i editat llibres de Roberto Bolaño, Ann Beattie, John Cheever, Denis Johnson i Carson McCullers. Actualment dirigeix la col·lecció de literatura criminal Roja&Negra de l'editorial Mondadori.
La seva primera obra, Historia argentina (1991), un llibre de relats, va ser un best-seller durant sis mesos i la crítica el va escollir com a revelació narrativa de l'any. Vidas de Santos (1993) i Trabajos manuales (1994) també són llibres de relats. El 1995 escriu la seva primera novel·la, Esperanto. Tres anys més tard escriu, probablement, la seva obra més emblemàtica, La velocidad de las cosas. Aquesta etapa es caracteritza per l'autorreferencialitat.
Totes aquestes obres comparteixen personatges que són centrals en alguns relats i secundaris o perifèrics en d'altres, i també un lloc comú: el petit poblat de Canciones Tristes. Aquest lloc, ple d'esdeveniments màgics i misteriosos podria ser el Macondo de la nova generació de narradors llatinoamericans, la que combina el realisme màgic amb la cultura pop, generació de la qual Fresán és un clar exponent. En molts dels relats Canciones Tristes està ambientat a la Patagònia argentina, un lloc realment existent, una central hidroelèctrica de la província de Neuquén; a Jardines de Kensignton, novel·la ambientada a Anglaterra, el lloc s'anomena Sad Songs i l'ubica a la perifèria de Londres; en altres relats, amb el nom en anglès, se situa als boscos de Iowa, Estats Units, on una misteriosa Fundació preserva una espècie en vies d'extinció: els escriptors; a Vidas de Santos és impossible ubicar-lo geogràficament perquè li adjudica la capacitat de "moverse por el mapa como si fuera una araña".

## Obra
- Historia argentina (1991). Planeta (ISBN 84-339-0958-4)
- Vidas de santos (1993). Debolsillo (ISBN 84-95908-10-7)
- Trabajos manuales (1994). Planeta.
- Esperanto (1995). Debolsillo. (ISBN 84-8310-009-6)
- La velocidad de las cosas (1998). Tusquets. (ISBN 84-397-0942-0)
- Mantra (2001). Mondadori. (ISBN 84-397-0813-0)
- Jardines de Kensington (2003). Mondadori. (ISBN 84-397-1003-8)
- El fondo del cielo (2009). Mondadori. (ISBN 978-84-397-2144-4)